# Heberto Padilla

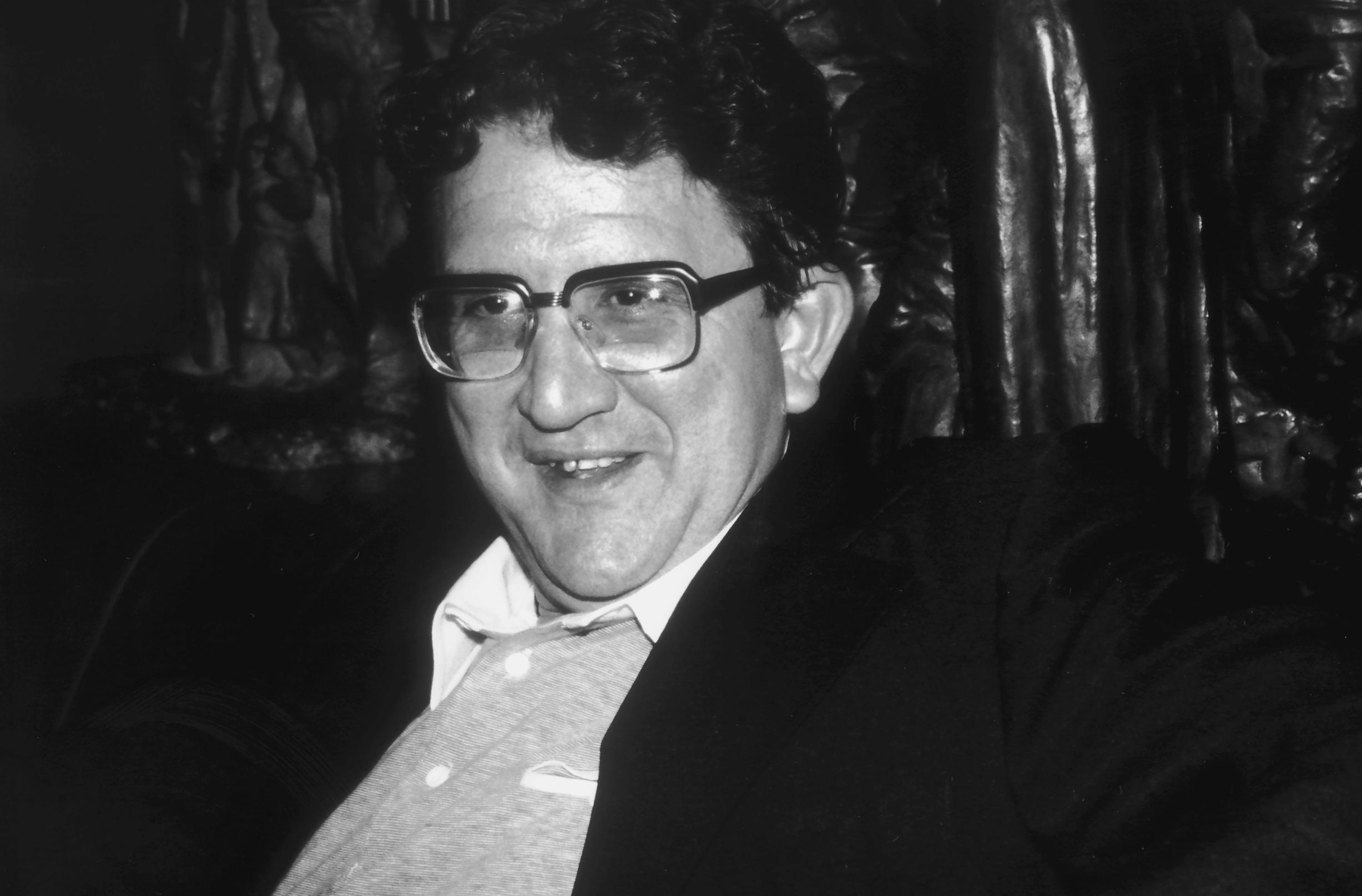
Heberto Padilla (1981).

Heberto Padilla (* 20. Januar 1932 in Puerta de Golpe, Provinz Pinar del Río; † 25. September 2000 in Auburn, Alabama) war ein kubanischer Dichter, dessen Verhaftung als Konterrevolutionär 1971 zum Bruch vieler internationaler Intellektueller mit Fidel Castro führte. Nach 1980 lebte und arbeitete er in den USA.

## Leben

### Schriftstellerisches Werk, Verhaftung und Padilla-Affäre 1971
Padilla begann nach dem Besuch von Grundschule und Sekundarschule ein Studium der Rechtswissenschaften an der Universität von Havanna, das er jedoch nicht beendete. Bereits 1948 erschien seine erste Sammlung von Gedichten unter dem Titel Las rosas audaces. Zwischen 1949 und 1952 sowie während der letzten Jahre der Diktatur von Fulgencio Batista von 1956 bis 1959 lebte er bereits in den USA. Nach der kubanischen Revolution von 1959 kehrte er nach Kuba zurück, wo er mit El justo tiempo humano einen weiteren Gedichtband veröffentlichte. In der Folgezeit bereiste er als Vertreter des Handelsministeriums sowie als Korrespondent verschiedener Zeitungen Europa.
1967 erhielt Padilla Ausreiseverbot und verlor seine Position als Redakteur der Zeitung Granma, als er in der Kulturzeitschrift El caimán barbudo den Roman Tres tristes tigres des zuvor ins Exil gegangenen und von den Behörden als Konterrevolutionär eingestuften Guillermo Cabrera Infante lobte und als dem vom offiziellen Kulturbetrieb bevorzugten Werk La Pasión de Urbino von Lisandro Otero überlegen bezeichnete. Sein Gedichtband Fuera del juego wurde 1968 zwar mit dem jährlich verliehenen Lyrik-Preis des Nationalen Schriftsteller- und Künstlerverbandes UNEAC (Unión Nacional de Escritores y Artistas de Cuba) ausgezeichnet, erschien aber mit einem Nachwort, das ihn als Konterrevolutionär einstufte. 1971 wurde Padilla gemeinsam mit seiner Frau, der Dichterin Belkis Cuza Malé, unter dem Vorwurf „subversiver Betätigung“ verhaftet, was zu heftigen Protesten von Privatpersonen, Organisationen und ausländischen Regierungen führte. Zahlreiche ehemalige Unterstützer der kubanischen Regierung kritisierte diese wegen der nach ihm benannten Padilla-Affäre nunmehr und die Kontroverse führte letztlich zu einer parteiübergreifenden Spaltung von Intellektuellen und Künstlern aus Lateinamerika.
Padilla wurde gezwungen, ein öffentliches Geständnis vorzulesen, in dem er sich selbst und andere vage definierter Haltungen und Aktivitäten gegen das Regime von Fidel Castro bezichtigte. Dies führte nunmehr auch zu Protesten im Ausland. Dies mobilisierte Schriftsteller von Susan Sontag, Marguerite Duras, Simone de Beauvoir, Jean-Paul Sartre, Hans Magnus Enzensberger zu einem Protestbrief, aber Castro wollte von diesen „schamlosen Pseudolinken“ nichts wissen. Nach fünf Wochen und der obligat-dubiosen Selbstanklage wurde Padilla entlassen, lebte und schrieb fortan in Abgeschiedenheit.
1971 erschien Fuera del juego in einer deutschsprachigen Übersetzung von Günter Maschke unter dem Titel Außerhalb des Spiels sowie 1972 Auszüge von El justo tiempo humano und Fuera del juego in einer englischsprachigen Übersetzung unter dem Titel Sent Off the Field: A Selection from the Poetry of Heberto Padilla. 1972 gab darüber hinaus Hans Magnus Enzensberger mit Poesías para los que no leen poesías eine Ausgabe von Padillas Gedichten heraus.

### Ausreise 1980, Autoren- und Lehrtätigkeit in den USA
1980 wurde Padilla nach Vermittlung durch US-Senator Edward Kennedy die Ausreise in die USA erlaubt, wo er von US-Präsident Ronald Reagan als Held empfangen wurde. Anschließend lehrte er an verschiedenen Colleges und Universitäten wie der Princeton University sowie der University of Miami.
1981 erschien mit En mi jardín pastan los héroes ein autobiografischer Roman über sein Leben im revolutionären Kuba sowie zugleich mit El hombre junto al mar auch eine Ausgabe gesammelter Gedichte, die 1982 in einer bilingualen Ausgabe unter dem Titel Legacies: Selected Poems mit englischsprachigen Übersetzungen von Alastair Reid und Andrew Hurley erschienen.
Nach seinen 1989 erschienenen Memoiren La mala memoria veröffentlichte er 1991 mit A Fountain, a House of Stone abermals eine spanisch-englischsprachige Ausgabe seiner Gedichte mit Übersetzungen von Alastair Reid und Alexander Coleman. Zuletzt lehrte er als Dozent an der Auburn University.
Padilla heiratete 1971 die Dichterin Belkis Cuza Malé. Aus der Ehe gingen vier Kinder hervor, darunter der 1972 geborene Grafiker und Zigarrenhersteller Ernesto Padilla.

## Veröffentlichungen
- Las rosas audaces, 1948
- El justo tiempo humano, 1959
- La hora, 1964
- Fuera del juego, Gedichte, 1968
- Subversive poetry: the Padilla affair, 1972
- Poesía y política. Poemas escogidos de Heberto Padilla = Poetry and politics: selected poems of Heberto Padilla, 1974
- En mi jardín pastan los héroes, Roman, 1981
- El hombre junto al mar, Gedichte, 1981
- Legacies: Selected Poems, Gedichte, 1982
- La mala memoria, Autobiografie, 1989
- Self-portrait of the other, 1990
- A Fountain, a House of Stone, 1991

in deutscher Sprache
- Außerhalb des Spiels. Gedichte, Übersetzung von Günter Maschke, Suhrkamp Verlag, 1971
- In meinem Garten grasen die Helden. Roman, Übersetzung von Gisbert Haefs, Carl Hanser Verlag, 1985, ISBN 3-446-13593-6